# Borgarfjörður (Austurland)
Der Borgarfjörður eystri (oder eystra) ist ein Fjord im Nordosten Islands, in einer der abgelegensten Gegenden der Insel. Er reicht nur 5 km weit ins Land, bei einer Breite von 4 km.

## Verkehrsanbindung
Von Egilsstaðir an der Ringstraße verläuft der Borgarfjarðarvegur  in Richtung Norden vorbei an dem Bergmassiv der Dyrfjöll (dt. = Türberge). Diese ragen bis über 1200 m auf und in der Mitte hat sich bei einem enormen Flankenkollaps eine Einbuchtung gebildet, die Stórurð heißt. Weiter führt die Straße über den Pass Vatnsskarð eystra. Die Straße ist 68 km lang und noch nicht auf ganzer Länge asphaltiert.
Wenn man vom Pass in Richtung des Fjordes herunterkommt, muss man zunächst noch ein verwegenes Kap zwischen der Bucht Njarðvík und dem Fjord auf einer ebenfalls nicht asphaltierten Straße umrunden. Oberhalb ist ein Erosionshang, der Njarðvíkurskriður genannt wird. Heute ist die Stelle im Vergleich zu früheren Zeiten relativ ungefährlich, da die Straße breit genug ausgebaut ist. In früheren Zeiten erschien die Reise hier wegen der Steinschlaggefahr als so gewagt, dass sich die Sage vom Ungeheuer Naddi herausbildete, das hier darauf lauere, die Menschen in die Tiefe zu reißen. Ein Steinkreuz mit (lateinischem) Gebet am Wegesrand erinnert an die Zeit.
Hat man dieses Kap umrundet, eröffnet sich der Blick auf den Ort Bakkagerði. Am 1. Januar 2023 hatte der Ort 99 Einwohner.

## Elfen

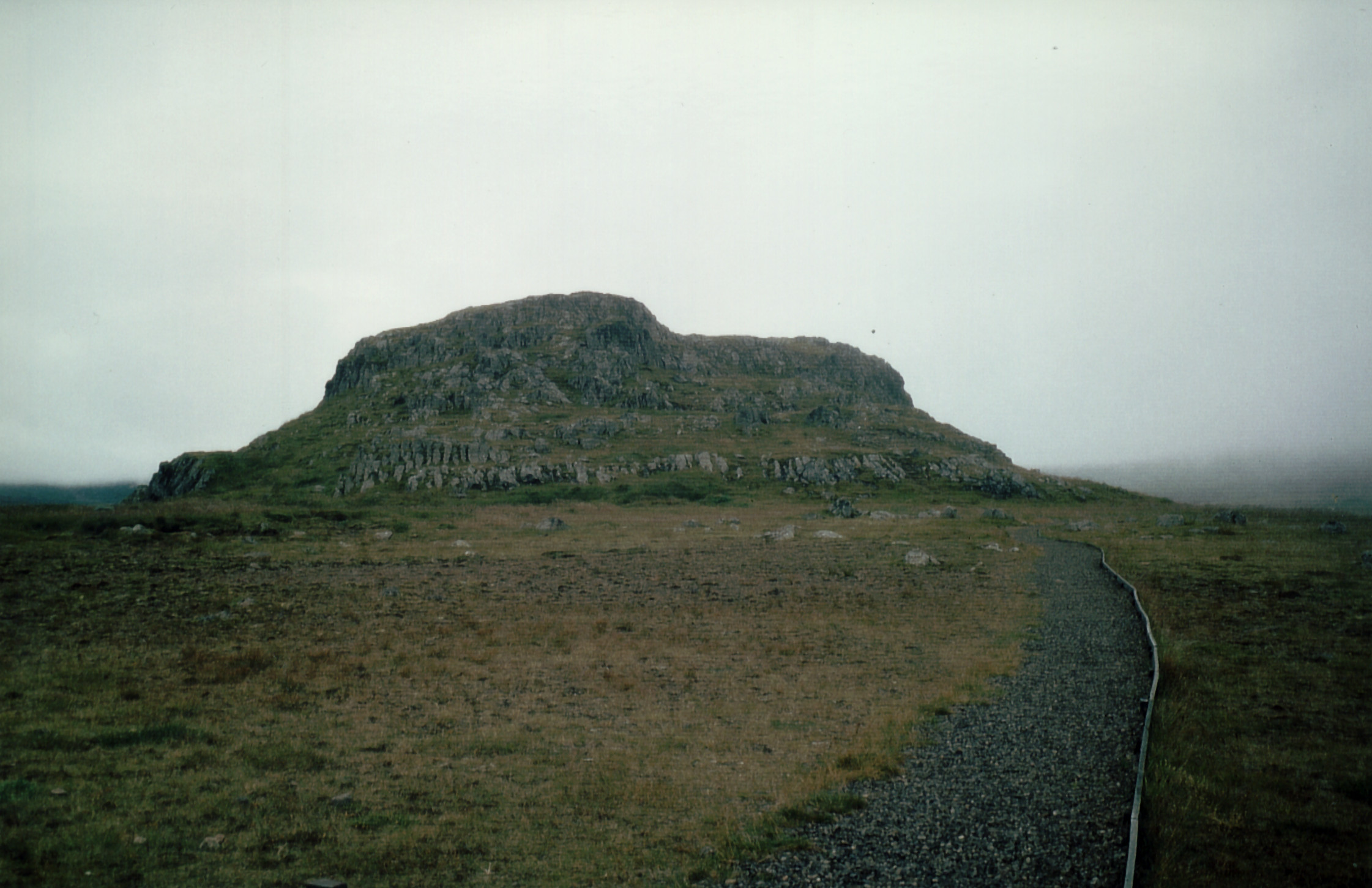
Elfenbehausung Álfaborg in Bakkagerði

Der Fjord leitet seinen Namen ab vom „Álfaborg“, zu deutsch „Elfenhügel“, ein steiniger Hügel in der unmittelbaren Nähe von Bakkagerði.
Das Dorf ist in esoterischen Kreisen bekannt als Sitz der isländischen Elfenkönigin und es gibt daher sehr viele Sagen zu dem Thema in der Region. Selbst der hier aufgewachsene Maler Jóhannes S. Kjarval hat den Elfenhügel im Hauptaltarbild der Kirche von Bakkagerði verewigt.

## Geologie
Hinter dem Ort in westlicher Richtung befinden sich einige erloschene Zentralvulkane aus dem Tertiär, die auch hier wieder Berge aus Rhyolithgestein hinterlassen haben. Ähnlich wie am Berufjörður weisen einige der Berge Basaltintrusionen u. a. am Gipfel auf, besonders fällt dies am Staðarfjall (620 m) auf.

## Wandern
Die Gegend gilt als Paradies für Wanderer. Im Sommer sind in den westlich angrenzenden verlassenen Fjorden Hütten bewirtschaftet (Víknaslóðir). Die Trekkingpfade führen unter anderem an dem vielfarbigen, erloschenen Vulkan Hvítserkur vorbei.
Auch zum Stórurð führen Wanderpfade.

### Fotos und Videos
- Am Hafen von Bakkagerði. flickr.com
- Bakkagerði, Ortsansicht vor den Bergen. flickr.com
- Webcam der isländischen Straßenwacht am Pass Vatnsskarð eystra. vegagerdin.is

### Tourismus
- Offizielle Website der Gemeinde (isländisch), mit Photos.
- Artikel. Spiegel Online.
- Trekkingpfad Viknaslóðir landogsaga.is (englisch).